# 1938—1940年开平县委所在地
1938—1940年开平县委所在地，位于中国广东省江门市赤坎前进路34号二楼，为开平市文物保护单位，类型为近现代重要史迹及代表性建筑，公布时间为1983年。
1938—1940年开平县委所在地的历史年代为现代。